# Elysium Mons
Elysium Mons – największy spośród trzech wulkanów tarczowych na wyżynie Elysium na Marsie. Jest to piąty pod względem wysokości szczyt na planecie i najwyższy poza wyżyną Tharsis. Wulkan ma 401 km średnicy, wznosi się na wysokość prawie 14 km ponad otaczające równiny pokryte lawą.
Decyzją Międzynarodowej Unii Astronomicznej w 1973 roku nazwa tego obszaru pochodzi od cechy albedo, dostrzeżonej na Marsie przez dawnych obserwatorów.

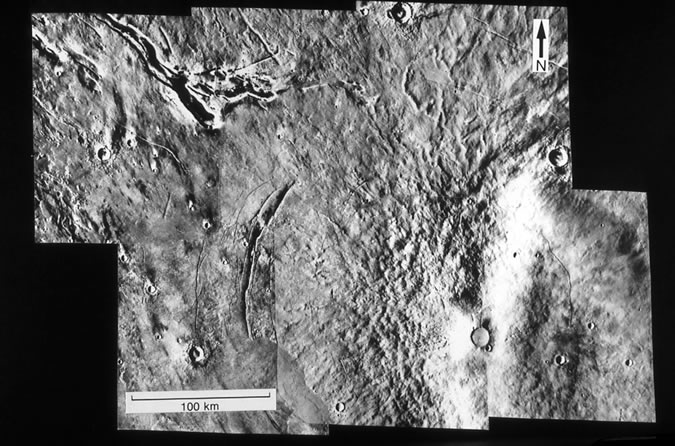
Elysium Mons na zdjęciach orbitera Viking 1
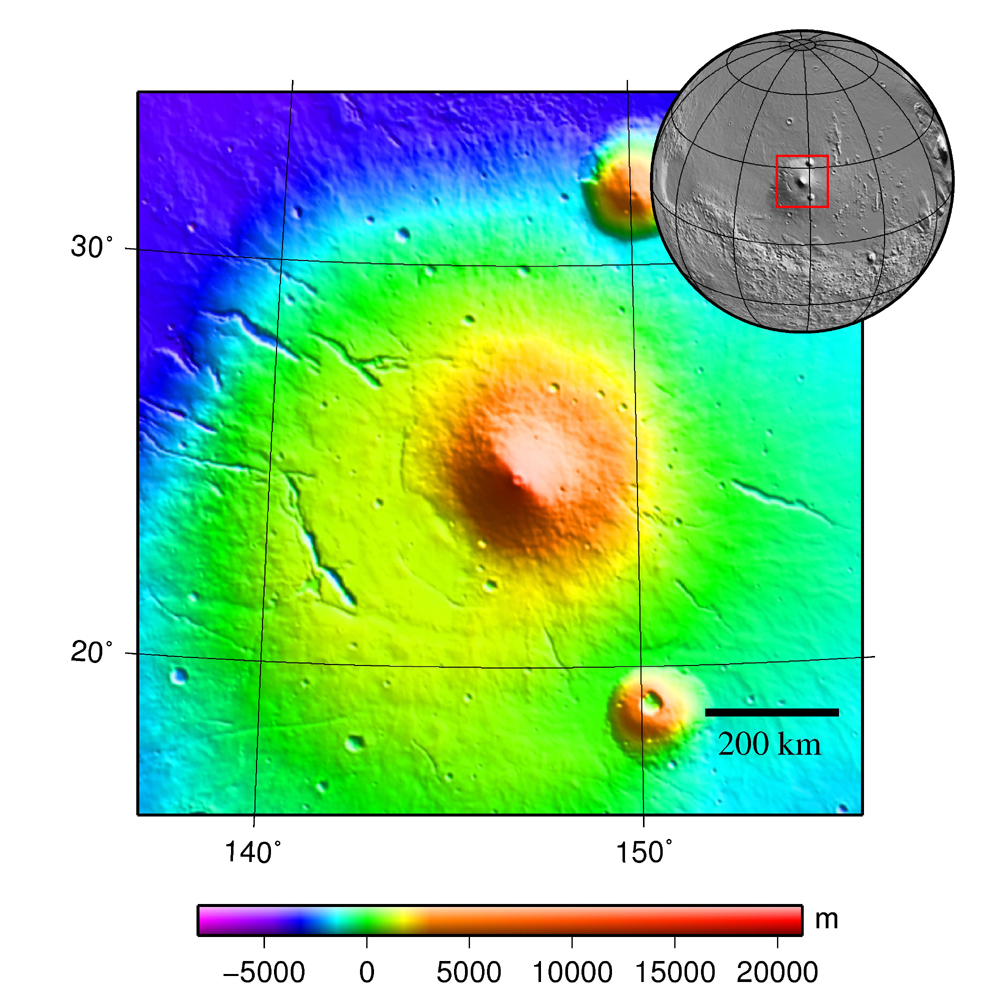
Topografia wulkanów wyżyny Elysium